# 인디언천인국
인디언천인국(---天人菊, Gaillardia pulchella)은 국화과 천인국속의 한해살이풀이다. 멕시코 북부, 미국 남부, 미국 중부가 원산지이다.
여러해살이풀이지만 1년 동안 꽃이 피기 때문에 한해살이풀로 분류되기도 한다. 높이는 60cm 정도이며 초여름부터 가을까지는 지름 6 ~ 8cm 정도의 꽃이 핀다.
강한 내성을 갖고 있는데 겨울에는 지상에서 꽃이 시들고 뿌리 부분만 월동하며 봄에 다시 꽃이 핀다. 여름 더위에 강한 편이며 토양의 성질을 가리지 않고 성장한다.